# 源影寺塔
39°42′36″N 119°09′10″E / 39.71000°N 119.15278°E
源影寺塔位于中国河北省秦皇岛市昌黎县城内西北部，2001年被列为第五批全国重点文物保护单位。其附近所在地将被改建为古塔寺片区开发区。
源影寺塔建于金代，明清及现代多次重修。塔为砖木混合结构实心密檐式塔，平面八角，十三层，高约36米。